# Espiga de Oro

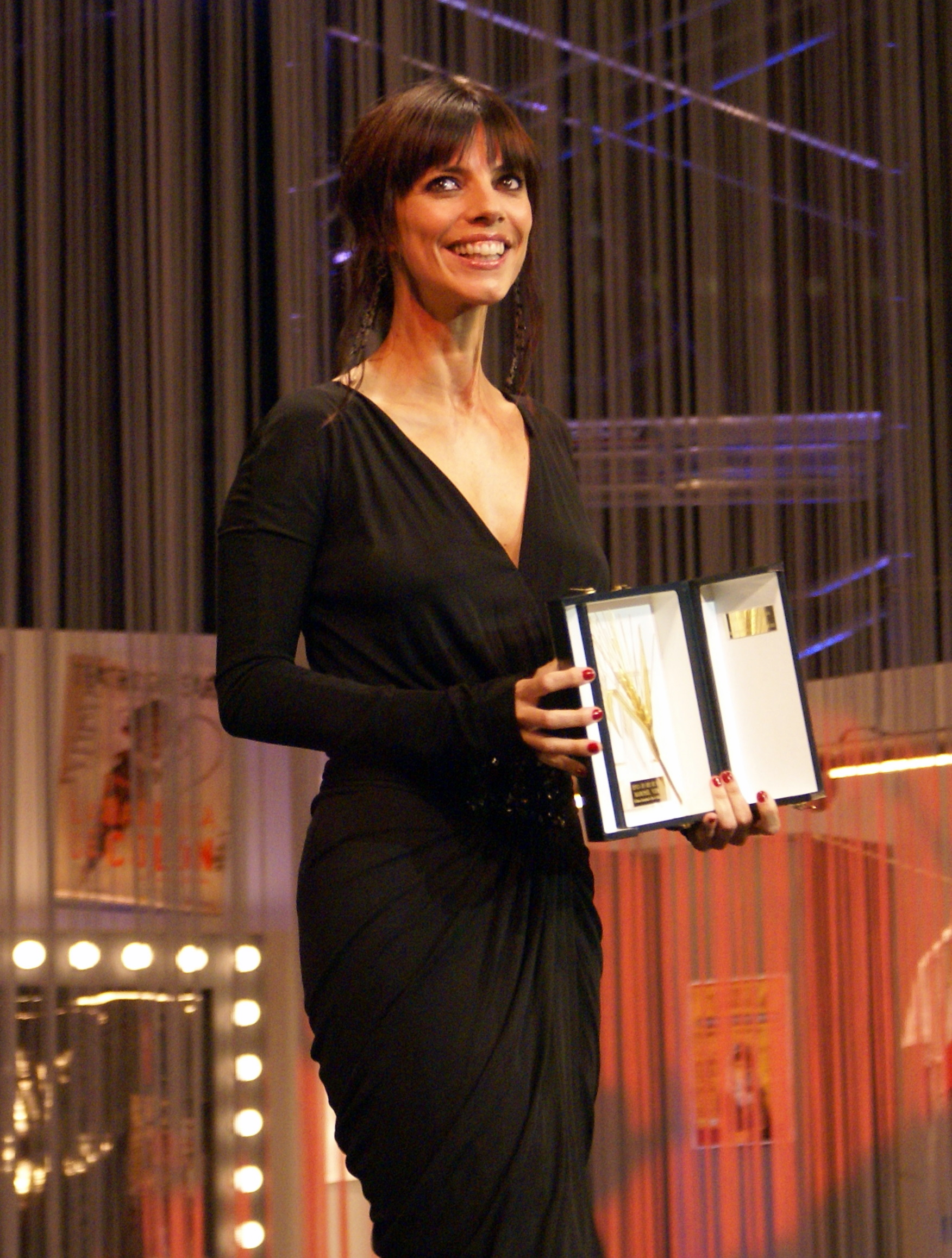
Maribel Verdú con la Espiga de Oro honorífica.

La Espiga de Oro es un premio otorgado por el Jurado Internacional de la Semana Internacional de Cine de Valladolid dotada con un premio de 50.000 € para los largometrajes y 10 000 € para los cortometrajes. El galardón, el principal reconocimiento del certamen, es entregado en la gala de clausura que tiene lugar en el Teatro Calderón de Valladolid. Se otorga desde el año 1958, en el que la FIAPF (Federación Internacional de Asociaciones de Productores de Films) otorgó a la Semana Internacional de Cine de Valladolid la categoría A y lo reconoció como festival competitivo no especializado.

## Historia
Las dos primeras ediciones de la SEMINCI, entonces, Semana de Cine Religioso de Valladolid no tuvieron carácter competitivo no otorgándose por tanto ningún galardón. En 1958, durante la tercera edición se instituyó el premio Dom Bosco, de oro para la película ganadora y de plata para la película finalista, junto al reconocimiento de Mención Especial.
La existencia del Dom Bosco fue efímera, pues un año más tarde dio paso al Lábaro, en dos modalidades; de oro para la película ganadora y de plata para la película finalista, mientras el premio de Mención Especial fue sustituido por el Premio Ciudad de Valladolid.
En su primer año de vida, el Lábaro de Oro recayó en la película inglesa El prisionero del director Peter Glenville, en la categoría de largometrajes, y en Die Weltenuhr, en la categoría de cortometrajes.
Fue en la 5.ª edición de la SEMINCI, en el año 1960 cuando surgió la Espiga aunque entonces no se trataba del principal premio otorgado por el festival, por lo que tuvo que compartir papel con el Lábaro, el Premio Ciudad de Valladolid y las Menciones Especiales. A lo largo de las siguientes ediciones el festival mantuvo estos premios, a los que se unió, en 1961, el Premio San Gregorio.
En el año 1974, en la decimonovena edición del festival, desapareció finalmente el Lábaro, de forma que a partir de entonces, las Espigas de Oro y Plata se convirtieron en los principales reconocimientos del festival.

## Palmarés histórico (solo largometrajes)
| Año  | Película                                                  | Director                        | País                              |
| ---- | --------------------------------------------------------- | ------------------------------- | --------------------------------- |
| 1956 | Sin competición                                           |                                 |                                   |
| 1957 | Sin competición                                           |                                 |                                   |
| 1958 | El que debe morir                                         | Jules Dassin                    | Francia                           |
| 1959 | El prisionero                                             | Peter Glenville                 | Reino Unido                       |
| 1960 | El séptimo sello                                          | Ingmar Bergman                  | Suecia                            |
| 1961 | El manantial de la doncella                               | Ingmar Bergman                  | Suecia                            |
| 1962 | El empleo                                                 | Ermanno Olmi                    | Italia                            |
| 1963 | El proceso de Juana de Arco                               | Robert Bresson                  | Francia                           |
| 1964 | Muerte, ¿dónde está tu victoria?                          | Hervé Bromberger                | Francia                           |
| 1965 | Skopje 63´´                                               | Veljko Bulajic                  | Yugoslavia                        |
| 1966 | Los comulgantes                                           | Ingmar Bergman                  | Suecia                            |
| 1967 | Francisco de Asís                                         | Liliana Cavani                  | Italia                            |
| 1968 | Privilege                                                 | Peter Watkins                   | Reino Unido                       |
| 1969 | Sangre de condor (Yawar Mallku)                           | Jorge Sanjinés                  | Bolivia                           |
| 1970 | El pequeño salvaje                                        | François Truffaut               | Francia                           |
| 1971 | La estrategia de la araña                                 | Bernardo Bertolucci             | Italia                            |
| 1972 | Las dos inglesas y el amor                                | François Truffaut               | Francia                           |
| 1973 | Ludwig                                                    | Luchino Visconti                | Italia                            |
| 1974 | Harold and Maude                                          | Hal Ashby                       | EE. UU.                           |
| 1975 | Confidencias                                              | Luchino Visconti                | Italia                            |
| 1976 | La tierra prometida                                       | Andrzej Wajda                   | Polonia                           |
| 1977 | Providence                                                | Alain Resnais                   | Francia                           |
| 1978 | ¿Por qué no?                                              | Coline Serreau                  | Francia                           |
| 1979 | Estrellas en el pozo                                      | Pupi Avati                      | Italia                            |
| 1980 | Profesión: ordenanza                                      | Kiran Kolarov                   | Bulgaria                          |
| 1981 | Los que no usan corbata                                   | León Hirszman                   | Brasil                            |
| 1982 | Ana                                                       | Antonio Reis Margarida Cordeiro | Portugal                          |
| 1983 | El caso está cerrado                                      | Mrinal Sen                      | India                             |
| 1984 | Racing with the Moon                                      | Richard Benjamin                | EE. UU.                           |
| 1985 | Ake y su mundo                                            | Allan Edwall                    | Suecia                            |
| 1986 | Mona Lisa                                                 | Neil Jordan                     | Reino Unido                       |
| 1987 | Mañana fue la guerra                                      | Yuri Kará                       | Unión Soviética                   |
| 1988 | Voces distantes                                           | Terence Davies                  | Reino Unido                       |
| 1989 | El verano de Aviya                                        | Eli Cohen                       | Israel                            |
| 1990 | Semilla de crisantemo                                     | Zhang Yimou                     | China, Japón                      |
| 1991 | Thelma & Louise                                           | Ridley Scott                    | EE. UU.                           |
| 1992 | Léolo                                                     | Jean Claude Lauzon              | Canadá, Francia                   |
| 1993 | La estrategia del caracol                                 | Sergio Cabrera                  | Colombia                          |
| 1994 | A través de los olivos                                    | Abbas Kiarostami                | Irán                              |
| 1995 | La otra América                                           | Goran Paskaljević               | Reino Unido, Francia, Alemania    |
| 1996 | La promesa                                                | Jean-Pierre y Luc Dardenne      | Bélgica                           |
| 1997 | The Sweet Hereafter                                       | Atom Egoyan                     | Canadá                            |
| 1998 | Mi nombre es Joe                                          | Ken Loach                       | Reino Unido, Alemania, España     |
| 1999 | Oriente es Oriente                                        | Damien O'Donnell                | Reino Unido                       |
| 2000 | Réquiem por un sueño                                      | Darren Aronofsky                | EE. UU.                           |
| 2001 | Italiano para principiantes                               | Lone Scherfig                   | Dinamarca                         |
| 2002 | Felices dieciséis                                         | Ken Loach                       | Reino Unido, Alemania, España     |
| 2003 | Osama                                                     | Siddiq Barmak                   | Afganistán, Japón, Irlanda        |
| 2004 | Hierro 3                                                  | Kim Ki-duk                      | Corea del Sur                     |
| 2005 | En la cama                                                | Matías Bize                     | Chile                             |
| 2006 | Optimisti                                                 | Goran Paskaljević               | Serbia                            |
| 2007 | 14 kilómetros                                             | Gerardo Olivares                | España                            |
| 2008 | Estómago                                                  | Marcos Jorge                    | Brasil, Italia                    |
| 2009 | Honeymoons                                                | Goran Paskaljević               | Serbia                            |
| 2010 | Copie conforme Sin retorno (ex aequo)                     | Abbas Kiarostami Miguel Cohan   | Francia, Italia Argentina, España |
| 2011 | Hasta la Vista!                                           | Geoffrey Enthoven               | Bélgica                           |
| 2012 | Los caballos de Dios                                      | Nabil Ayouch                    | Marruecos, Francia, Bélgica       |
| 2013 | Una Familia de Tokio                                      | Yôji Yamada                     | Japón                             |
| 2014 | La fiesta de despedida                                    | Tal Granit, Sharon Maymon       | Israel                            |
| 2015 | Rams, el valle de los carneros                            | Grímur Hákonarson               | Islandia                          |
| 2016 | Locas de alegría                                          | Paolo Virzì                     | Italia                            |
| 2017 | El Cairo confidencial                                     | Tarik Saleh                     | Suecia                            |
| 2018 | Genèse                                                    | Philippe Lesage                 | Canadá                            |
| 2019 | El huevo del dinosaurio (Öndög)                           | Wang Quan'an                    | Mongolia                          |
| 2020 | Preparations to Be Together for an Unknown Period of Time | Lili Horvát                     | Hungría                           |
| 2021 | Last Film Show                                            | Pan Nalin                       | India                             |
| 2022 | Return to Dust                                            | Li Ruijun                       | China                             |
| 2023 | La imagen permanente                                      | Laura Ferrés                    | España                            |